# Christian Siegmund von Horn
Christian Siegmund von Horn (* 1714 in der Prignitz; † nach 1776 in Salzwedel) war ein deutscher Generalmajor und Chef des Kürassier-Regiments Nr. 7.

## Leben und Wirken
Von Horn war der Sohn des schwedischen Hauptmanns Balzer Friedrich von Horn und dessen Frau Dorothea Sophie von Ziethen. 1730 trat er zunächst als Junker beim Dragonerregiment „Bayreuth“ ein. Bereits 1732 wurde er zum Unteroffizier und, mittlerweile in das Leibhusarenkorps unter Egidius Arend von Beneckendorff versetzt, am 28. April 1733 zum Kornett befördert. Am 17. Dezember 1735 wurde er erneut versetzt und am 17. Oktober 1739 zum Sekonde-Lieutenant ernannt. Im Rahmen seiner nächsten Beförderung am 3. August 1742 zum Rittmeister trat er als Eskadronchef in das Husarenregiment Nr. 1 des Johann von Oppeln-Bronikowski ein. Nach einer kurzen Freistellung vom Dienst im April 1744 anlässlich seiner Hochzeit war es in den Jahren 1744 und 1745 seine Aufgabe, am Zweiten Schlesischen Krieg teilzunehmen. Nach diesem Einsatz erwartete ihn am 8. Februar 1746 die Beförderung zum Major und bereits zwei Jahre später am 27. November 1748 die Versetzung zum Kommandeur in das Leibhusarenregiment unter Hans Joachim von Zieten. Gemeinsam mit von Zieten nahm er im Rahmen des Siebenjährigen Krieges, dem Dritten der schlesischen Kriege (1756–1763), an den Schlachten um Lobositz, Prag, Kolin sowie an den Überfällen auf Egeln, Roßbach, Leuthen und Kay teil. Für hervorragende militärische Verdienste und vorbildliche Tapferkeit während dieser Schlachten wurde Christian Siegmund von Horn mit dem Orden Pour le Mérite ausgezeichnet. Als Donation erhielt er die Gemarkung Maulbeerwalde.
Zwischenzeitlich war er am 19. Juli 1757 zum Oberstleutnant und Kommandeur des Kürassier-Regiments „von Driesen“ und nur wenige Monate später am 20. November 1757 zum Oberst befördert worden. Am 20. November 1758 wurde ihm die Position des Regimentschefs übertragen und bereits wenige Wochen später erfolgte am 17. Januar 1759 seine Beförderung zum Generalmajor. Als Folge der vielfachen Kriegsbelastungen erkrankte er zwischen 1759 und 1762 schwer und musste sich in Salzwedel in ärztliche Obhut begeben. Am 4. März 1762 wurde er daraufhin aus gesundheitlichen Gründen aus dem Militärdienst entlassen, die von ihm beantragte Pension wurde am 16. September 1776 aber abgelehnt. Eine unbekannte Zeit später starb er einsam und zurückgezogen.
Christian Siegmund von Horn stammt von dem Zweig Ranzin der Familie von Horn, einem alten deutschen Adelsgeschlecht, ab und war verheiratet mit Christiane von Schack, mit der er drei Kinder hatte:
- Friedrich († 1800), Landdrost in Mecklenburg-Strelitz ⚭ Bernhardina von Plessen
- Sigmund Stefan († Oktober 1799) preußischer Hauptmann ⚭ Frederice Eleonore von Plessen
- Christian Leopold (* 1760; † 29. März 1833), Kammerherr in Mecklenburg-Schwerin ⚭ Carolina Sörensen